# Martín de Labayen
Martín de Labayen (Pamplona, ca. 1600 – Pamplona, 1654). Impresor en Pamplona, hermano del también tipógrafo Carlos Labayen, inició por cuenta propia su actividad profesional en 1630 y dos añoso más tarde compró el taller de Juan de Oteiza. Trabajó regularmente aunque con poca intensidad en la capital navarra hasta 1644, cuando a causa de su mala salud, en el pie de imprenta de sus trabajos figura su nombre junto al de su yerno, Diego de Zabala, quien le sucedió al frente del negocio tras su muerte en 1654.

## Vida y trabajo

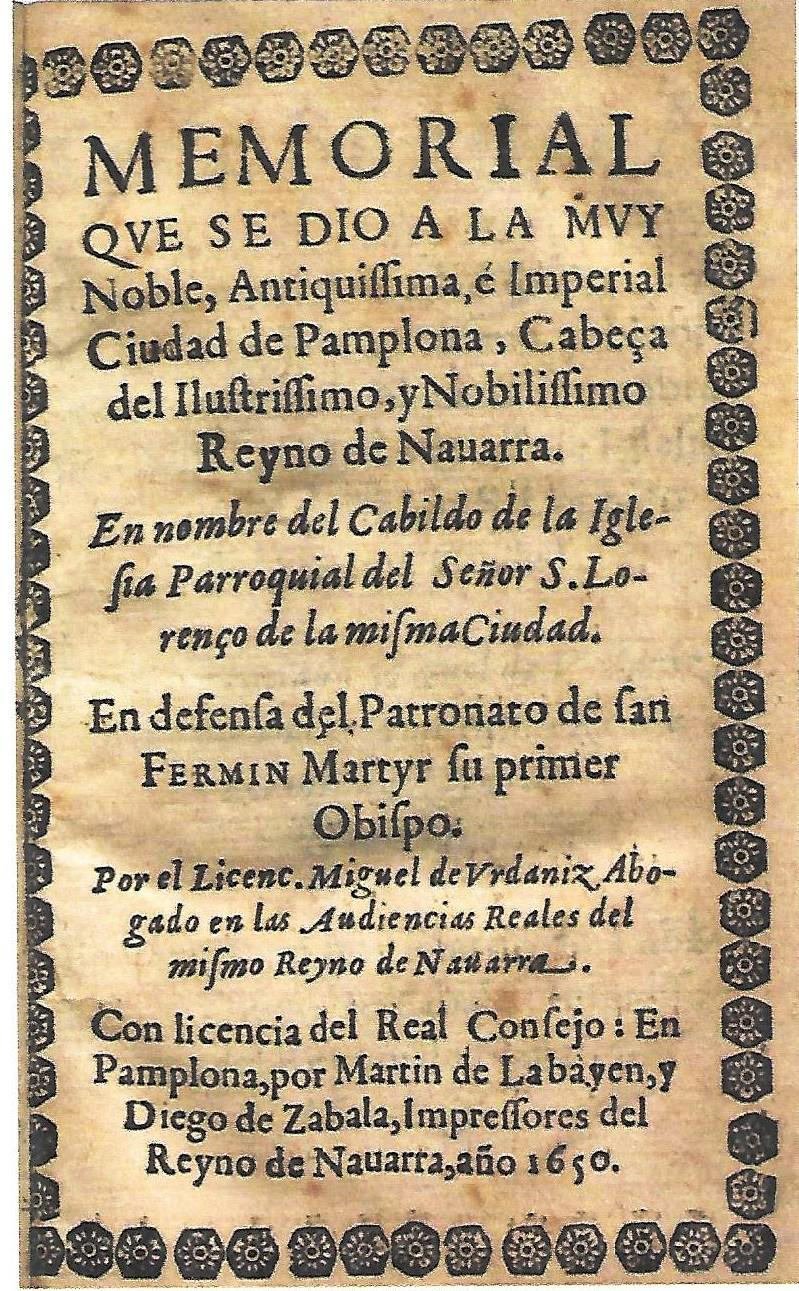
Memorial en defensa del patronato de san Fermín sobre Navarra, de Miguel de Urdániz, impreso por Martín de Labayen y su yerno Diego de Zabala en 1650

Martín de Labayen en 1622 figura con otros cuatro oficiales en la plantilla del taller de Nicolás de Asiain, donde debió de aprender el oficio de tipógrafo.
En 1630, dos años antes de la muerte de su hermano, inicia la carrera como impresor por cuenta propia con el utillaje que compra a Juan de Oteiza, quien de esta manera cierra su negocio definitivamente en 1632.
En 1637 la viuda de su hermano le deja en testamento dos juegos de letras de atanasia y uno de lectura, lo que constituye una modesta dotación, al tiempo que el taller continúa regentado por su viudo Domingo Domingo Vélez de Vergara.
Dos años más tarde compra una prensa, para lo que toma un préstamo de cien ducados, al cinco por ciento de interés, del dorador Juan Morrás, que liquidará al cabo de cinco años, en 1644.
En 1640 se une a la sociedad que el año anterior habían formado su cuñado, el impresor Domingo Vélez de Vergara, y un tal Sancho de Istúriz, “para evitar algunas disensiones”, tal y como se recoge en el documento notarial de constitución de la sociedad firmado el 9 de julio. Cabe pensar que de esta manera se eludía la competencia entre las dos imprentas de la ciudad y las consiguientes “disensiones”. Pero esta alianza tuvo una vida muy corta, no llegó al año, a causa de Sancho de Istúriz, a quien Labayen echó del taller argumentando que no trabajaba lo suficiente. El caso acabó en los tribunales que obligaron a abonar a Istúriz 915 reales en concepto de beneficios. La unión con Domingo Vélez de Vergara no se tradujo en un aumento de la producción y solamente queda como testimonio de ella el Cuaderno de las Cortes de 1642 que suscriben conjuntamente en calidad de impresores del Reino de Navarra. 
El título de impresor del reino y de la ciudad de Pamplona lo ejerce a partir de la muerte de su hermano Carlos de Labayen en 1632 y así se constata, por ejemplo, en el pie de imprenta de Fundación, nombres y armas de la ciudad de Astorga, publicada en 1635. A partir de 1644 comparte estos títulos con su yerno Diego de Zabala.
Martín de Labayen en torno a 1640 posee un negocio consolidado formado por un taller de imprenta, una librería en la que, como era habitual en la época, se hacían trabajos de encuadernación y un "cajón" -un puesto de venta al público- en la plaza del Consejo Real de la capital navarra, donde era intenso el comercio de material de escritorio e impresos oficiales. Por otra parte, desde el citado año hasta 1683 su imprenta fue la única existente en Navarra y por tanto absorbió todos los encargos posibles.
Casado con Ana Marrón, enviudó por las mismas fechas en las que su única hija, Isabel, se casó, en 1643, con el impresor Diego de Zabala, al que su padre había mandado llamar de Madrid. Sin duda lo reclamó, a la vista de su capacidad profesional y con el fin de, juntamente con su hija, entregarle el negocio.
Su salud empeoró seriamente —la documentación consultada precisa que se encontraba “frenético”— y, por este motivo, a partir de 1644, al año siguiente de la boda de su hija, en el pie de imprenta aparece junto a su nombre el de su yerno, Diego Zabala, quien efectivamente dirigía el negocio.
Martín de Labayen falleció en 1654, después de una larga e incapacitante enfermedad. Le sucedió Diego de Zabala, casado con su hija Isabel.

## Producción
Pone en funcionamiento su taller en 1630 y, de esta manera, entra en competencia con el de su hermano Carlos hasta el fallecimiento de este dos años después. Al año siguiente, imprimió el Liber exorcismorum del sacerdote Cristóbal Lasterra y Santisteban, el cual ya lo había editado ocho años antes en el taller de Juan de Oteiza. Por tratarse de una obra que fomentaba prácticas supersticiosas, la Inquisición acabó, aunque tardíamente, por prohibirlo en el Índice de 1707.
Su taller trabaja a lo largo de 25 años con un balance de 31 libros, lo que supone una media de producción anual de 1,2 libros, que contrasta con la de su hermano, situada en dos libros por año. A la modesta actividad se ha de añadir cierta irregularidad, ya que los años sin producción de Libros se intercalan entre los que muestran alguna. 
La extraordinaria actividad registrada en 1647 obedece a instalación de una imprenta en el monasterio de La Oliva para atender sendos encargos, que exigirán dos años de permanencia en el convento, y a la que se han de añadir los trabajos que al mismo tiempo se llevan a cabo en la imprenta pamplonesa. 
| Producción de libros de la imprenta de Martín de Labayen (1630-1654) |
| -------------------------------------------------------------------- |
|                                                                      |

Fechado en 1681 se tiene noticia de un sermón de la natividad de María, pronunciado por el dominico Juan Rodríguez de Manzaneras, y al año siguiente de otro dedicado a san Joaquín, del presbítero Fausto Echeverría, que en las respectivas portadas se atribuyen a la “imprenta de Martín de Labayen”, que había fallecido hacía un cuarto de siglo; en este mismo año de 1682 se imprime una novena a san Francisco Javier, firmada por Francisco Ignacio, con el pie de imprenta de “Herederos de Martín de Labayen”. Cabe aventurar que estas tres publicaciones eran ilegales y como tales empleaban un pie de imprenta falso.

## Galería de imágenes

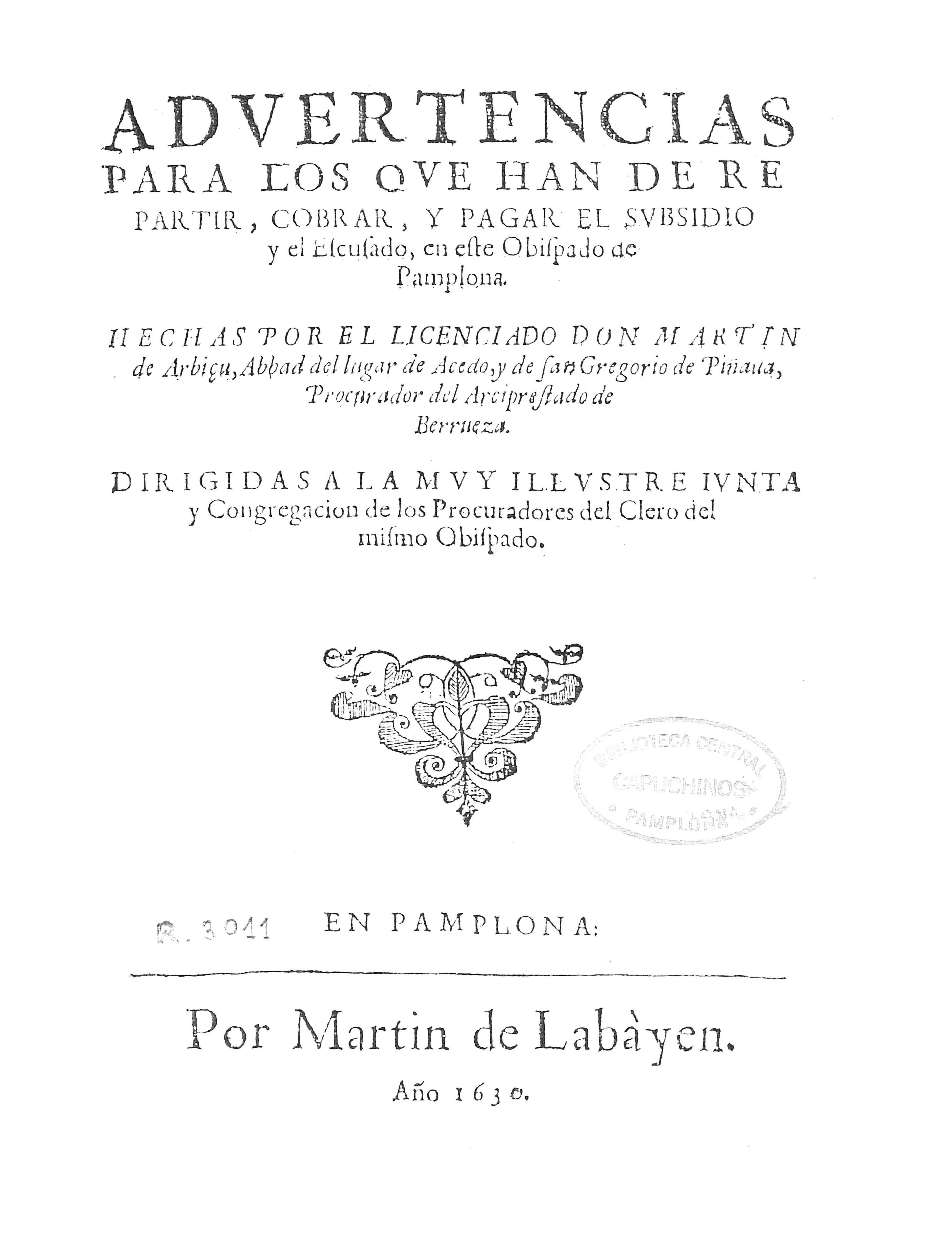
Trabajo de Martín de Labayen impreso el primer año de su actividad como tipógrafo (1630)
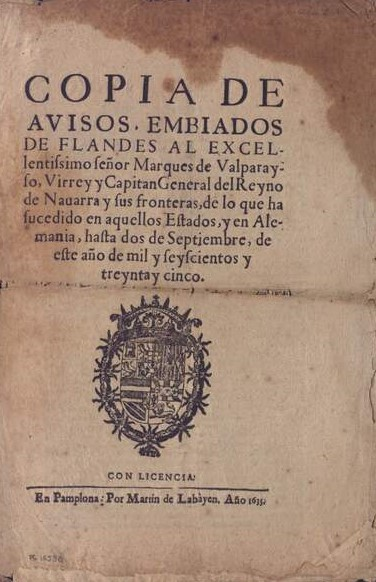
Informe de los "avisos" de Flandes remitidos al virrey de Navarra (1635)
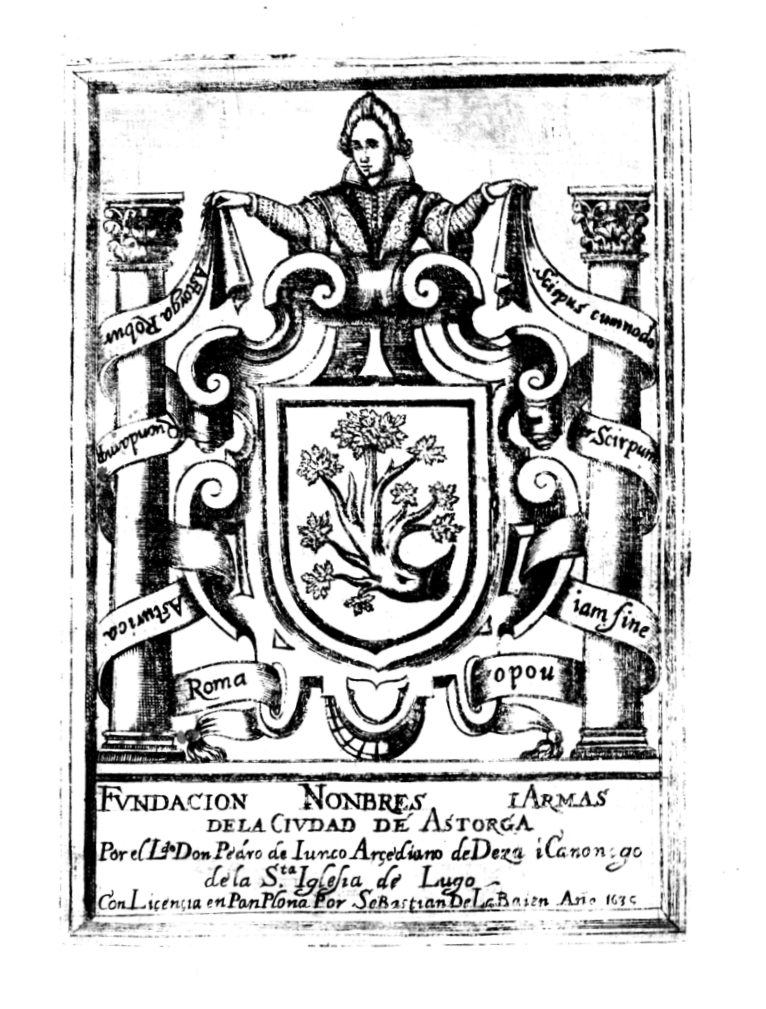
Grabado en un volumen sobre la Historia de Astorga (1635)
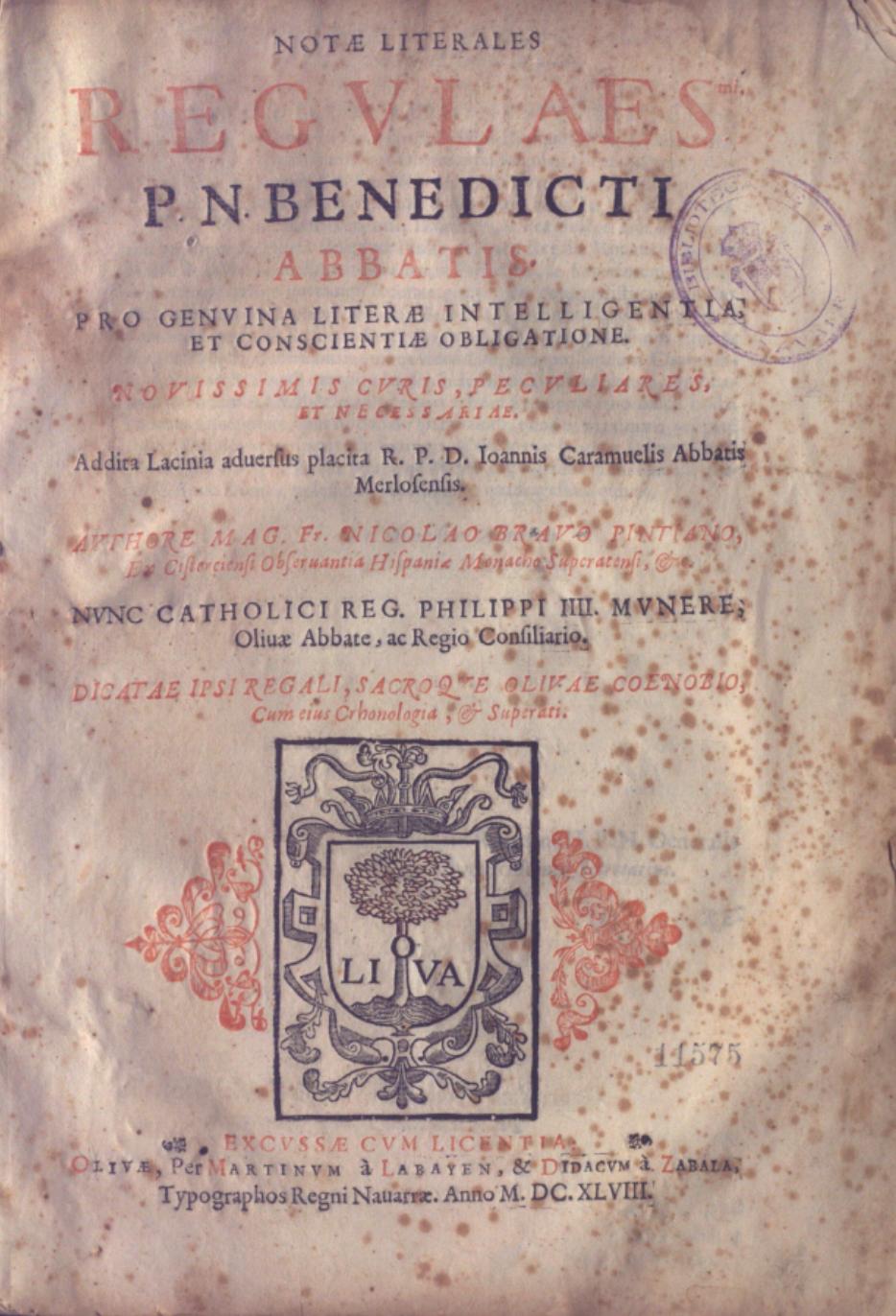
Comentarios a la regla de san Benito impresos en el monasterio de la Oliva(1647)
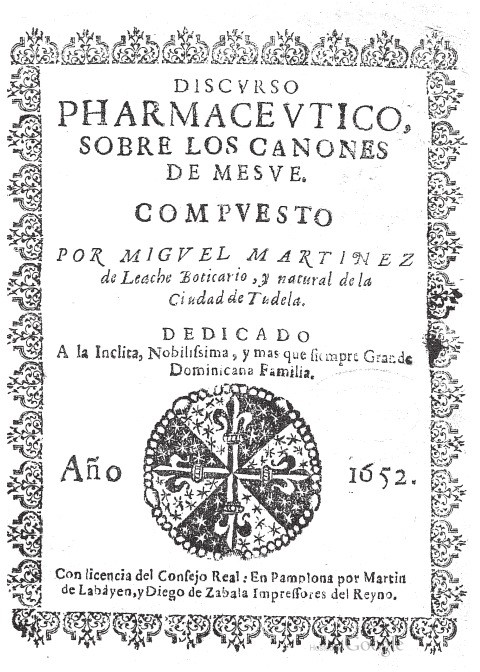
Libro de farmacia relativo a los "Cánones" de Juan Mesué el Joven (1652). Lleva en la portada el escudo de los dominicos
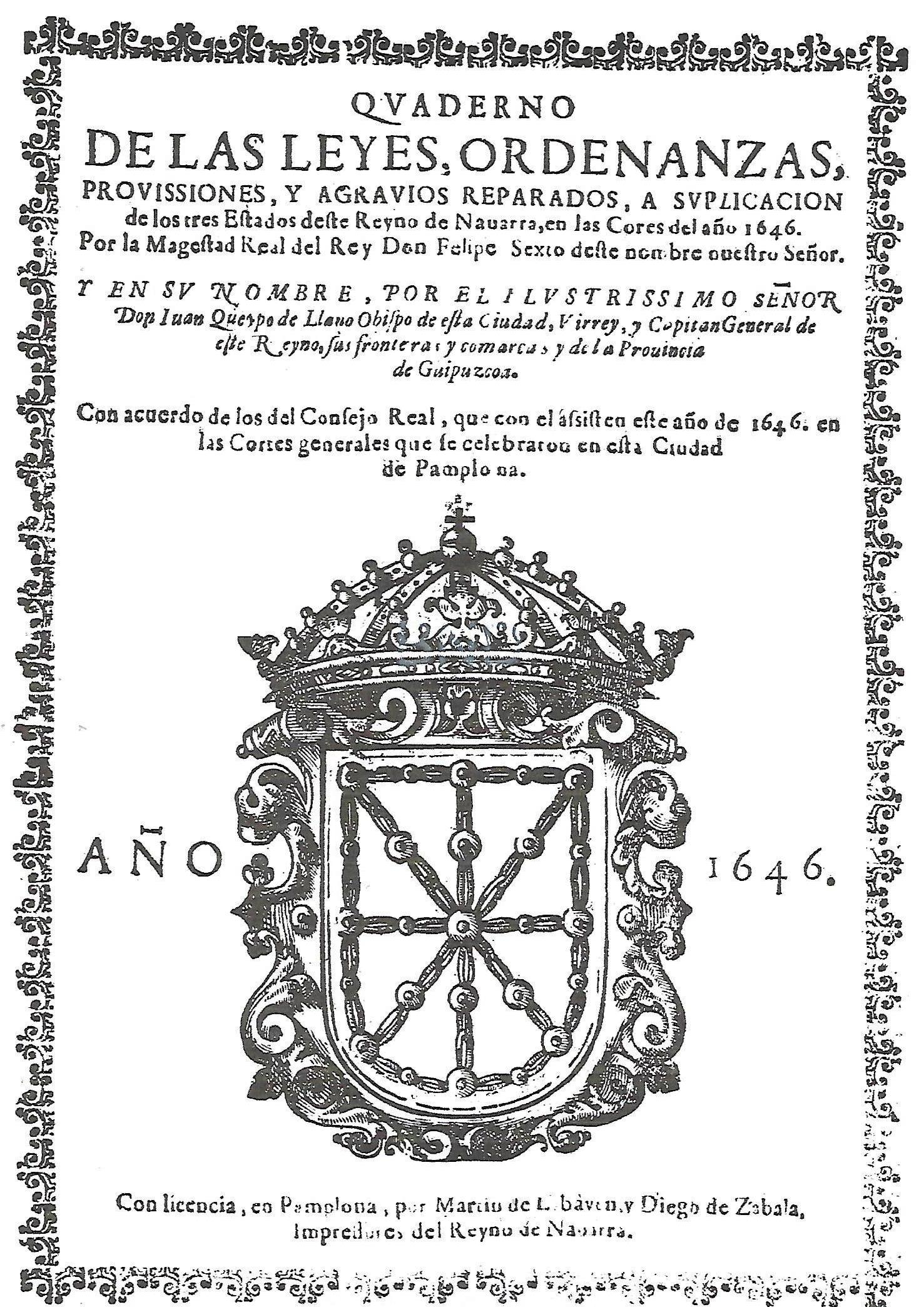
"Quaderno" de las leyes aprobadas por las Cortes de Navarra reunidas en 1646, impreso por Martín de Labayen y Diego de Zabala "Impressores del Reyno de Navarra"